# (12113) Hollows
(12113) Hollows est un astéroïde de la ceinture principale.

## Description
(12113) Hollows est un astéroïde de la ceinture principale. Il fut découvert le 29 juillet 1998 à Reedy Creek par John Broughton. Il présente une orbite caractérisée par un demi-grand axe de 3,00 UA, une excentricité de 0,11 et une inclinaison de 11,7° par rapport à l'écliptique.

## Compléments